# La Penne-sur-l’Ouvèze
La Penne-sur-l’Ouvèze település Franciaországban, Drôme megyében. Lakosainak száma 89 fő (2022. január 1.). La Penne-sur-l’Ouvèze Propiac, Buis-les-Baronnies, Mollans-sur-Ouvèze, Pierrelongue és Saint-Léger-du-Ventoux községekkel határos.

## Népesség
A település népességének változása:
| Lakosok száma | 45   | 80   | 78   | 94   | 100  | 102  | 96   | 95   | 94   | 89   |
|               | 1968 | 1982 | 1990 | 2006 | 2013 | 2015 | 2017 | 2019 | 2020 | 2022 |